# Stenolis pulverea
Stenolis pulverea là một loài bọ cánh cứng trong họ Cerambycidae.